# Франческо II Гатилузио
Франческо II Гатилузио (око 1365. - 26. октобар 1403/1404) је био други господар Лезбоса из династије Гатилузио. Владао је од 1384. до своје смрти.

## Биографија
Франческо II, рођен као Ђакомо, био је син Франческа I Гатилузија и Марије, сестре цара Јована V Палеолога. Припадао је династији Гатилузио. Лезбос је 6. августа 1384. године погодио јак земљотрес. Међу погинулима су били и господар Франческо I Гатилузио и његова два најстарија сина, Андроник и Доминико. Трећи син, Ђакомо, је преживео. У време земљотреса, он је спавао, заједно са својим братом, у кули замка, али је следећег дана пронађен у винограду у дворишту замка. Он је наследио свога оца као господар Франческо II. Како је био малолетан, управу над Лезбосом преузео је намесник, Франческов стриц Николо Гатилузио.
Намесништво Никола Гатилузија трајало је три године. Николо се потом вратио на своје поседе. По сведочењу њиховог заједничког пријатеља, Димитрија Кидона, господар Франческо II је дозволио цару Манојлу II Палеологу да се склони на Лезбос на два месеца лета 1387. године, када је овај морао да побегне из Солуна. Ипак, није хтео дозволити цару Манојлу II да се склони унутар зидова Митилене, како не би изазвао бес османског султана Мурата I.
Новембра 1388. године господар Франческо II се придружио савезу Хоспиталаца, Ђеновљана са Хиоса, Џејмса I од Кипра и Ђеновљана са Галате против султана Мурата I. На лето 1396. године Пера је опседнута од стране војске султана Бајазита I. Франческове галије стационирале су се у Златном рогу. Ђеновљани су молили господара Франческа II за помоћ. Касније је господар Лезбоса помагао Млечанима у прављењу планова за ослобађање Цариграда. Господар Франческо II, као и његов стриц Николо, су откупили бројне заробљенике након битке код Никопоља 1396. године; од укупне суме од 200.000 дуката, њих двојица су дали 150.000.
Овај потез господара Лезбоса, као и положај самог острва, резултирали су тиме да је острво у наредном периоду постало знатно посећеније од значајних личности са запада. Руј Гонзалес де Клавиљо, дипломата краља Енрикеа III од Кастиље, на путу ка земљама кана Тамерлана 1403. године зауставио се на Лезбосу. Записао је да је упознао византијског цара Јована VII Палеолога у његовој домовини. Клавиљо такође напомиње да је лепо примљен на острву.
Име Франческове супруге није познато. Њен идентитет откривен је захваљујући писању Константина Филозофа, биографа српског деспота Стефана Лазаревића, који је своје дело писао око 1431. године. Он је забележио да је Стефанова супруга Јелена Гатилузио ћерка "нећаке византијског цара Манојла II". Тако је ћерка Франческа Гатилузија била повезана са Палеолозима. Која нећака цара Манојла ii је била жена Франческа Гатилузија није познато.
Господар Франческо II је умро на необичан начин. Ујео га је шкорпион. Од тежине гомиле која је утрчала у собу да му пружи помоћ дрвени под је попустио под тежином и срушио се. Господар Франческо II је умро од последица пада, а не од отрова.

## Потомство
Франческо II Гатилузио је имао шесторо деце:
- Јакопо Гатилузио, владао Лезбосом од 1403/4. до 1428. године.
- Дорино I Гатилузио, владао Лезбосом од 1428. до 1455. године
- Паламеде Гатилузио, владао Еносом од 1409. до 1455. године
- Ирина Гатилузио, удала се за цара Јована VII Палеолога, мајка цара Андроника V Палеолога.
- Јелена Гатилузио, удала се 1405. године за српског деспота Стефана Лазаревића.
- Катарина Гатилузио, удала се за Пјетра Грималдија, барона Бијеја.

Господар Франческо II је имао и једног незаконитог сина, по имену Ђорђо. Он је био прималац једног писма византијског цара Манојла II Палеолога. Био је изасланик господара Франческа II војводи Бургундије септембра/октобра 1397. године.